# Випробування вогнем (фільм)
«Випробування вогнем» (англ. Trial by Fire) — американський художній фільм-драма 2018 року, заснований на реальних подіях. Сценарій базується на основі статті «Випробування вогнем» Девіда Ґренна, опублікованій 2009 року у журналі «Нью-Йоркер».

## Сюжет
23 грудня 1991 року Кемерон Тодд Віллінгем прокидається від крику його доньки та бачить, що його будинок горить. Полум'я таке велике, що Віллінгем не може врятувати життя своїх трьох дочок.
Під час судового розгляду прокурор Рік Перрі доходить висновку, що пожежу було спричинено навмисно, розливши бензин у формі пентаграми, а холодильник перемістили так, щоб заблокувати двері. Свідки говорять про жорстокість Тодда. Колишній співкамерник Віллінгема, Джонні Вебб, заявляє, що Віллінгем сказав йому, що це він влаштував пожежу навмисно. Незважаючи на палкі заяви як Віллінгема, так і його дружина Стейсі про його невинуватість, Віллінгема засуджують до страти.
Віллінгем звертається до нового адвоката Рівза в надії довести свою невинуватість. Зрештою лист Віллінгема потрапляє до драматурга Елізабет Гілберт, яка співчуває його справі. Гілберт ставить під сумнів свідчення свідків і Рівза, який не досяг прогресу у справі за 6 років. Крім того, вона виявляє, що багато свідків брехали. Потім Гілберт і Рівз зустрічаються з доктором Герстом, який виявляє, що холодильник не переміщали і що пожежа не могла бути підпалом, як вважали присяжні. Незважаючи на це, Рівз не може обґрунтувати апеляцію, а звіт Герста несправедливо ігнорується. Вебб відмовляється від своїх свідчень, хоча це приховує Перрі, який став губернатором, а під час судового розгляду заплатив йому за брехню. Стейсі змушують збрехати, що Віллінгем зізнався їй.
Віллінгем помирає. Гілберт, паралізована в результаті нещасного випадку, була відсутня на страті, а потім розсипає прах Віллінгема над могилами дочок в присутності власних дітей.
В епілозі видно, як реальний Перрі заперечує будь-яку провину за страту засуджених до смертної кари.

## В ролях
| Актор              | Роль                   |
| ------------------ | ---------------------- |
| Джек О'Коннел      | Кемерон Тодд Віллінгем |
| Лора Дерн          | Елізабет Гілберт       |
| Емілі Мід          | Стейсі                 |
| Девід Вілсон Барнс | Рівз                   |
| Джефф Перрі        | доктор Герст           |
| Кріс Кой           | Деніелс                |

## Сприйняття
Rotten Tomatoes дав оцінку 62 % на основі 71 відгуків від критиків і 69 % від більш ніж 100 глядачів.